# Roz-Landrieux
Roz-Landrieux är en kommun i departementet Ille-et-Vilaine i regionen Bretagne i nordvästra Frankrike. Kommunen ligger i kantonen Dol-de-Bretagne som tillhör arrondissementet Saint-Malo. År 2022 hade Roz-Landrieux 1 376 invånare.

## Befolkningsutveckling
Antalet invånare i kommunen Roz-Landrieux
Referens:INSEE